# Estación de Pierre et Marie Curie
La estación de Pierre et Marie Curie es una estación del metro de París situada en la comuna de Ivry-sur-Seine, al sur de la capital. Pertenece a la línea 7. 

## Historia
Fue inaugurada el 1 de mayo de 1946 tras la prolongación de la línea 7 hacia el sur. 
Bautizada únicamente con el nombre Pierre Curie, el 8 de marzo de 2007 y coincidiendo con el Día Internacional de la Mujer, pasó a llamarse Pierre et Marie Curie. Se convirtió así en la tercera estación de la red en tener un nombre de mujer (sin contar santas).

## Descripción
Se compone de dos andenes laterales y de dos vías. Fue renovada en el 2007 siguiendo el estilo clásico. De esta forma los azulejos blancos biselados ocupan tanto las paredes como la propia bóveda. Los paneles publicitarios han sido rodeados con marcos de color madera y la iluminación mejorada con unos estructuras que se adaptan a la bóveda recorriendo ambos andenes. En relación con la señalización de la estación no se ha optado por la moderna fuente Parisine conservando el estilo Motte en el cual el nombre aparece realizado combinando azulejos blancos y azules.